# Ernest Islands
Ernest Islands ist eine Inselgruppe im Westen der Insel Stewart Island und im Süden von Neuseeland.

## Geographie
Die Inselgruppe, die sich am südwestlichen Ende der Mason Bay an der Westseite von Stewart Island befindet, besteht aus drei unterschiedlich großen Inseln und zwei kleinen, nicht bedeutenden Felseninseln. Die mit 92,75 ha und einer Länge von 2,34 km in Nord-Süd-Richtung größte Insel der Gruppe hat an ihrer Südostseite über eine sich durch das Meer immer wieder verändernde Sandbank Kontakt zum Land von Stewart Island. Sie ist die südlichste der drei Inseln der Gruppe und misst an ihrer breitesten Stelle rund 585 m in Ost-West-Richtung. An der Westseite dieser Insel befindet sich durch einen in etwa 10 m breiten Spalt getrennte, mit 3,24 ha und 346 m Länge sowie 130 m Breite die kleinste Insel der Gruppe. Im Norden der größten Insel ist die mit 69,64 ha zweitgrößte Insel der Gruppe zu finden. Sie besitzt eine Länge von 1,665 km in Südwest-Nordost-Richtung und eine maximale Breite von 844 m in Nordwest-Südost-Richtung. Die höchste Erhebung der Inselgruppe befindet sich mit 146 m auf der größten Insel.
Die Inseln sind mit Gras und wenig Büschen bewachsen.